# Тонбэксом
Тонбэксом (кор. 동백섬) — остров, расположенный у конца пляжа Хэундэ в районе Хэундэ-гу города-метрополии Пусан, Республика Корея. 9 марта 1999 года внесён в список памятников Пусана под номером 46.
Хотя за годы путём седиментации остров оказался соединён с материком (фактически представляет собой томболо), он по-прежнему официально называется островом. Территория острова является Парком Тонбэк (кор. 동백 공원, Тонбэк конвон). На Тонбэксоме легко ориентироваться благодаря пешеходной дорожке, идущей по периметру острова. Остров имеет несколько туристических достопримечательностей, в том числе памятник с наскальным текстом стихотворения учёного Чхве Чхивона, статуя русалки, воздвигнутая по мотивам легенды о принцессе Хванок, и конференц-центр «Нуримару», где проводился саммит АТЭС в 2005 году. С острова открывается вид на береговую линию Пусана — Мипхо, холм Тальмаджи, мост Кванан и острова Орюкто. Как следует из его названия, камелии расцветают повсюду на острове от зимы к весне.

## Учреждения и строения в парке Тонбэк
- Нуримару
- Памятник Чхве Чхивону
- Павильон Хэунджон
- Отель «Вестин Чосон»
- Смотровая площадка